# جبل عكران
جبل عكران منعاء، يعتبر من جبال تنومة في منطقة عسير.

## موقع الجبل
يطل على مدينة تنومة من الجهة الشرقية، ويعد من أكثر جبالها ارتفاعاً.، كما يقع بالقرب من جبل المقرنة وقرية آل لعام وقرية البطن وقرية الفروة.

## وصف الجبل
- في قمته يوجد مبنى مستطيل غير منتظم يتكون من كتل حجرية متفاوتة من حيث الحجم والشكل، ولهُ باب في منتصف الجدار الجنوبي.
- في داخل المبنى يوجد فتحة في الجدار الشمالي عبر نافذة للخارج على شكل مستطيل على ارتفاع 10سم من الأرض.
- يوجد في الجدار نفسه وعلى بعد حوالي 80 سم من الركن الشمالي الشرقي ما يشبه الموقد ويعتبر مبنى للمراقبة.
- يوجد في الجهة الغربية بناء مربع تبلغ مساحته حوالي1×1م من بقايا لبرج أو حوض لخزان المياه.
- يوجد في الجهة الشرقية ما يدل على أن الجدارين الشمالي والجنوبي لهذا المبنى كان لها امتداج في الجهة الشرقية.
- يوجد مبنى آخر على بعد عشرة أمتار شمالي المبنى لا يختلف كثيراً عنه من حيث أسلوب البناء والمساحة والاتجاه، وتوجد عند المنخفض المجاور مدرجات زراعية.[3]

## كهف جبل عكران
يطلق عليه محلياً «الغار» حيث يقع في الجهة الغربية لقمة الجبل، ويعتبر مغارة واسعة الفوهة، كبيرة المساحة، وتخترق الجبل بشكل يصعب معها رؤية ما بداخلها إلا بعض الأحجار والأتربة والفجوات المتفاوتة الحجم، والتي يصل عددها إلى عشر فجوات، ويطل الكهف على قريتين من قرى تنومة هما «مُجادب» و«الفجرة» والطريق الموصل إليه وعر لا يعرف الصعود إليه إلا ذوي الخبرة من كبار السن، وتحت فتحة الكهف علامتان بارزتان على مساحة صخرية ملساء أحداهما على شكل ثعبان يغلب عليه اللون الأحمر الصخري، والأخرى على هيئة حية يغلب عليها اللون الأسود، ويطلق على الموقع محلياً الحنش والحية.

## انظر ايضاً
- منطقة عسير
- جبال السروات
- جبال طويق

## وصلات خارجية
- جبال منعاء بتنومة.. نقوش ورسوم وآثار تحكي الماضي القديم.
- «تنومة» أرض الجمال والطبيعة الساحرة والتاريخ العريق.